# Шенефелд
Шенефелд (њем. Schönefeld) општина је у њемачкој савезној држави Бранденбург. Једно је од 37 општинских средишта округа Даме-Шпревалд. Према процјени из 2010. у општини је живјело 12.831 становника. Посједује регионалну шифру (AGS) 12061433.

## Географски и демографски подаци
Шенефелд се налази у савезној држави Бранденбург у округу Даме-Шпревалд. Општина се налази на надморској висини од 44 метра. Површина општине износи 81,6 .

## Становништво
У самом мјесту је, према процјени из 2010. године, живјело 12.831 становника. Просјечна густина становништва износи 157 становника/.